# Ley de Igualdad de Salario de 1963
La Ley de Igualdad de Salario de 1963 (en inglés: The Equal Pay Act of 1963 ) es una ley laboral de Estados Unidos que modifica la Fair Labor Standards Act, y cuyo objetivo es abolir la disparidad en los salarios a causa del sexo de las personas. Fue promulgada el 10 de junio de 1963, por John F. Kennedy como parte de su Programa New Frontier.
Al promulgar la ley, el Congreso de los Estados Unidos expresó que la discriminación basada en el sexo:
- deprime los salarios y las condiciones de vida del empleado, necesarias para garantizar su salud y eficiencia;
- previene maximizar el uso de la fuerza laboral disponible;
- tiende a producir reclamos laborales, con lo que complica, afecta y obstruye el comercio;
- afecta el comercio y la libre circulación de bienes en el comercio; y
- es un método de competencia desleal.

Entre otras disposiciones, la ley establece que:
Todo empleador que posea empleados objeto de las provisiones de esta sección (sección 206 del título 29 del Código de Estados Unidos] se abstendrá de discriminar, en su emprendimiento en el cual se desempeñan dichos empleados, entre empleados sobre la base del sexo mediante el pago de salarios a los empleados tales que los salarios que le paga a unos empleados no deberán ser inferiores que los salarios que les paga a sus empleados del sexo opuesto en dicho emprendimiento para trabajos iguales[,] cuya realización requiere de igual destreza, esfuerzo, y responsabilidad, y que se realizan bajo condiciones laborales similares, excepto cuando dicho pago se realiza a causa de (i) un sistema basado en la experiencia y antigüedad; (ii) un sistema de mérito; (iii) un sistema que determina la compensación económica sobre la base de la cantidad o calidad de la producción; o (iv) una diferencia económica basada en cualquier otro factor que no sea el sexo [...]